# Stacy Keibler
Stacy Ann-Marie Keibler née le 14 octobre 1979 à Rosedale, dans le Maryland, est une actrice, ancien mannequin et ancienne catcheuse américaine.
Principalement connue pour son travail à la World Wrestling Entertainment (WWE) de 2001 à 2006, elle a commencé sa carrière dans le catch comme étant une Nitro Girls à la World Championship Wrestling. La plupart du temps dans sa carrière, elle tenait un rôle de manager. Elle y a été connue sous son vrai nom ainsi que sous ceux de Miss Hancock, Super Stacy et Skye.
Elle a participé à l'émission Dancing with the Stars dans laquelle elle a fini troisième avec son partenaire, Tony Dovolani. 
Elle est aussi connue pour avoir partagé la vie de l'acteur George Clooney. Elle est également apparue dans les séries Chuck, What About Brian ou How I Met Your Mother et a posé pour les magazines Maxim et Stuff Magazine.

## Enfance
Dans son enfance, elle étudie la danse à Dundalk, dans le Maryland. À l'âge de trois ans, elle étudie le ballet, le jazz et les claquettes,. Plus tard à l’âge de 18 ans, elle est pom-pom girl pour l'équipe de football américain : les Ravens de Baltimore,. Elle obtient également des petits rôles dans des films ou pour des séances photos,.

## Carrière dans le catch

### World Championship Wrestling (1999-2001)
Stacy Keibler commence à s'intéresser au catch avec son petit ami de l'époque, Kris Cumberland. En  novembre 1999, elle gagne un concours organisé par la World Championship Wrestling pour devenir une des Nitro Girls. Elle arrive première sur 300 candidates et décroche 10 000 $ et un poste dans la troupe de danseuses de la WCW,. Elle porte alors le nom de Skye. Début 2000, elle mène de front une carrière de pom-pom girl, de danseuse à la WCW et ses études de communication.
C’est à ce moment-là qu’elle devient un valet, c’est-à-dire une femme manager dans le jargon du catch, sous le nom de Miss Hancock (ou parfois Handcock), aux côtés de l’équipe Standards and Practices (Lenny Lane et Lodi),,. Habillée en tailleur strict avec des lunettes, son personnage consistait à monter sur la table des commentateurs et danser lascivement. Elle se distingue par son physique naturel et ses longues jambes.
L’équipe Standards and Practices est abandonnée et elle se retrouve dans un triangle amoureux avec David Flair (également son petit ami dans la vraie vie) et Daffney. Cela la mène à son tout premier combat, contre Daffney, au Bash at the Beach (2000) dans un Evening Gown match, qu’elle perd. Le mois suivant, lors d’un combat dans la boue contre Major Gunns, elle reçoit un coup de pied à l’estomac qui la force à avouer le lendemain qu’elle est enceinte (kayfabe). Après plusieurs semaines de suspense quant à l’identité du père, cette storyline est abruptement abandonnée. Elle révèle qu’elle a menti sur sa grossesse, son alliance avec David Flair se termine et elle disparaît des écrans. Elle revient quelques mois plus tard sous son vrai nom.

### World Wrestling Federation / Entertainment (2001-2006)

#### L'Invasion et The Alliance (2001)
En  mars 2001, la WCW est rachetée par la World Wrestling Federation. Son contrat est l'un des 24 retenus par la WWE. Elle fait ses débuts à la WWE comme « méchante » lors du Smackdown du 14 juin 2001, en tant que membre de The Alliance. Elle s’associe brièvement à Torrie Wilson (une amie proche dans la vraie vie) contre Trish Stratus et Lita. Un peu plus tard, elle devient la manager des Dudley Boyz et est surnommée « La Duchesse de Dudleyville »,. Elle rentre en rivalité avec Torrie Wilson et l’affronte notamment dans le tout premier combat en lingerie. Les Dudleys finissent par se retourner contre elle après qu’elle leur ait coûté un match et la passent à travers une table. Elle obtient plusieurs matchs de Championnat Féminin contre la championne d’alors, Trish Stratus, mais toujours sans succès.
En avril 2002, elle est draftée à Smackdown lors du tout premier draft Elle use de ses charmes pour convaincre Vince McMahon, le Manager Général de Smackdown de l’époque, de l’engager comme son assistante personnelle. Elle est alors présentée à l’antenne comme sa maîtresse. Elle quitte Smackdown pour Raw le 12 août 2002. Elle devient « gentille » pour la première fois.Peu de temps après, elle devient l’ « agent marketing » de Test, lui conseillant de changer son look et d’appeler ses fans « Test-icules ». Elle se retrouve prise entre Test et Scott Steiner qui se battent pour ses services. Finalement à Unforgiven 2003, Test remporte les services de Keibler et Steiner à la fois après une intervention ratée de Keibler qui voulait favoriser Steiner. Mais le lendemain à Raw, Steiner se retourne contre Keibler pour former une équipe avec Test. Keibler est contractuellement obligée de les manager mais ils sous-entendent que leur relation est plus que professionnelle en appelant Keibler leur « esclave sexuelle ». C’est le Manager Général, Mick Foley, qui finira par la « libérer » de cette situation lors du Raw du 1er décembre 2003.
À WrestleMania XX, elle fait équipe avec Miss Jackie et perd contre Torrie Wilson et Sable dans un Playboy Evening Gown match, les deux premières arguant du fait qu’elles auraient plus mérité d’être dans Playboy plutôt que leurs adversaires. À l’été 2004, elle présente brièvement le premier Raw Diva Search. Elle continue de catcher dans la division féminine, souvent dans des combats à stipulations sexy. Début 2005, elle accompagne Randy Orton mais au bout de quelques semaines seulement, ce dernier se retourne contre elle en lui portant un RKO pour signifier à The Undertaker, son adversaire à WrestleMania 21, qu’il n’a aucune pitié.
Elle devient la manager des Champions World Tag Team, The Hurricane et Rosey et prend le nom de Super Stacy, avec un costume à la Catwoman, conformément aux personnages de parodies de super-héros de ses protégés. Elle retourne ensuite à Smackdown. Elle entre en rivalité avec Jillian Hall et perd contre elle ce qui sera son dernier match à la WWE, le 28 octobre 2005. Elle s’absente pour participer à l’émission Dancing with the Stars. Par suite de la notoriété que cette émission lui apporte, elle ne reviendra jamais au catch.
En 2011, elle fait une apparition dans un épisode de l’émission de la WWE Tough Enough dans lequel elle entraîne les candidats pour une performance de pom-pom girl.

#### Palmarès et accomplissements
- World Wrestling Entertainment
  - WWE Babe of the Year (2004)[24]
  - WWE Hall of Fame (2023)

### Mannequinat et comédie
En 2005-2006, elle a l’occasion d’écrire pour Stuff Magazine où elle prodigue des conseils de beauté dans une rubrique intitulée « Getting Fit With Stacy ». Elle pose également deux fois en couverture pour les numéros de juin 2005 et mars 2006.
Elle a été placée 5e dans le classement « Hot 100 » du magazine Maxim en 2006, 70e en 2007, 89e en 2008, 77e en 2009, 82e en 2010 et 72e en 2011.
Playboy lui a proposé par deux fois de poser nue mais elle a toujours refusé jusqu’à maintenant.
En 2006, elle participe au concours de danse télévisé Dancing with the Stars. Elle termine 3e de la compétition, elle et son partenaire, Tony Dovolani, recevant au total quatre scores parfaits. Le juge Bruno Tonioli (en) l’a surnommée « L’arme de séduction massive ».
En février 2007, elle décroche un rôle récurrent dans la sitcom What About Brian sur ABC, celui de la voisine de Brian. Elle apparaît également comme guest-star dans Une famille du tonnerre (George Lopez). À l’automne 2007, elle joue également dans le film The Comebacks et la série d’ABC October Road.
En avril 2008, le magazine FHM la classe 64e dans sa liste des 100 femmes les plus sexy de la planète. En novembre, elle est nommée « Plus Belle Athlète au monde » par le site InGameNow. En 2010, elle apparaît dans un épisode de la sitcom How I Met Your Mother et dans la série Psych : Enquêteur malgré lui.

### Vie privée
Du temps de la WCW, Stacy Keibler a partagé la vie du catcheur David Flair à la fois devant et derrière la caméra,. À la WWE, la même chose s’est produite avec le catcheur Test. De 2005 à 2010, elle a partagé la vie de l’acteur Geoff Stults. Ensemble, ils ont été copropriétaires de l’ancienne équipe de basket-ball des Hollywood Fame. En 2011, elle s’affiche au bras de l’acteur et producteur George Clooney. Ils officialisent leur relation quelques semaines plus tard,. Mais ils se séparent en juillet 2013. 
Elle s'est mariée en secret  le 8 mars 2014 au Mexique avec Jared Pobre, un ami de longue date. Le couple a trois enfants : Ava Grace (née le 20 août 2014), Bodhi Brooks (né le 18 juin 2018) et Isabella Faith (née en mai 2020).

## Filmographie

### Cinéma
- 2001 : Bubble Boy : Une travailleuse
- 2007 : The Comebacks : La maman de tous les américains
- 2012 : A Drop of Love : Une vendeuse
- 2012 : Dysfunctional Friends : Storm

### Télévision
- 2007 : Une famille du tonnerre (George Lopez) (série télévisée) : Lindsay
- 2007 : What About Brian (série télévisée) : Stephanie Conner
- 2008 : October Road (série télévisée) : Rory Dunlop
- 2008 : Samurai Girl (série télévisée) : Karen
- 2009 : In the Motherhood (série télévisée) : Keli Lee
- 2010 : How I Met Your Mother (série télévisée) : Karina
- 2010 : Psych : Enquêteur malgré lui (série télévisée) : Jessica Martino
- 2010 : Blue Mountain State (série télévisée) : La femme de Thad
- 2010-2011 : Chuck (série télévisée) : Greta #3 / Capitaine Victoria Dunwoody
- 2011 : Un prince pas très charmant (Fixing Pete) (Téléfilm) : Mandy
- 2012 : Men at Work (série télévisée) : Keri